# Varg Vikernes
Varg Vikernes   (Bergen, 11 de febrer de 1973) nom artistic de Louis Cachet (nascut amb el nom de Kristian Vikernes), és un músic i escriptor noruec més conegut pels seus primers àlbums de black metal i les seves posteriors condemnes penals. Els seus primers quatre discos, publicats amb el nom de Burzum del 1991 al 1994, el van convertir en una de les figures més influents del black metal. El 1994 va ser condemnat per assassinat i incendis i, posteriorment, va complir 15 anys de presó.
Nadiu de Bergen, Vikernes va començar a tocar la guitarra a l'edat de 14 i va formar la seva primera banda, Kalashnikov, el 1989. Després de fundar Burzum, esdevingué part de l'escena de black metal noruec dels primers anys. El 1992 Vikernes, juntament amb altres membres de l'escena, va ser sospitós d'haver cremat fins a quatre esglésies cristianes a Noruega. Vikernes no va admetre la seva responsabilitat en les accions, encara que hi va donar suport.
Del 1992 al 1993, Varg enregistraria les pistes de baix elèctric per l'àlbum debut de Mayhem De Mysteriis Dom Sathanas.
L'agost de 1993, Vikernes va apunyalar fatalment Euronymous el guitarrista de Mayhem durant un altercat a l'apartament d'Euronymous. Varg seria arrestat poc després. El maig de 1994, Vikernes va ser condemnat per assassinat en primer grau, crema d'esglésies i possessió d'explosius. Vikernes va dir que l'assassinat era en defensa pròpia i infructuosament va argumentar perquè se li reduís el càrrec d'assassinat en primer grau pel d'homocidi voluntari. Va ser sentenciat a 21 anys dins presó, la pena màxima sota la llei noruega. Durant el seu empresonament, Vikernes va llançar el Norwegian Heathen Front, va publicar dos llibres, i també un parell d'àlbums de música ambiental amb el nom de Burzum. El 2009, va ser alliberat, i poc després es va traslladar a França amb la seva muller i fills, on ha continuat escrivint i component música. Va iniciar també una activitat de video blogger amb un canal de YouTube ThuleanPerspective, que seria eliminat poc després.
Descrit per Sam Dunn com el "músic de metall més notori de tots els temps", Vikernes quedà com un personatge polèmic pels seus delictes així com les seves visions polítiques i religioses. Va promoure visions que combinaven l'Odinisme i el nazisme esotèric, i amb un nacionalsocialisme declarat obertament a finals dels anys 90. De llavors ençà ha anat modulant la seva ideologia i associant-se a moviments però la crítica el continua etiquetant com a ultradretà. Vikernes ha anomenat les seves creences "Odalism" i defensa un "presocietat pagana europea industrial", oposant-se al Cristianisme, l'Islam, el judaisme, el capitalisme, el socialisme i el materialisme.

## Biografia

### Orígens i infantesa
En les entrevistes impreses el 1998 al llibre Lords of Chaos, Vikernes parla dels seus orígens i infantesa. Lord of Chaos també inclou una entrevista amb la seva mare, Helene Bore (el llibre i un diari que es mostra entre les pàgines del qual l'anomenen amb el nom de Lene, mentre que Vikernes a la seva pàgina web pròpia utilitza el nom Helene). En una entrevista del 2004, Vikernes digué que la seva mare "treballava en una gran empresa petroliera". El seu pare era un enginyer d'electrònica, i el seu germà més gran un enginyer civil.
En el llibre Lord of Chaos, a l'entrevista amb Vikernes aquest recorda que quan tenia 6 anys, la família Vikernes es va traslladar un any a Bagdad (Iraq), perquè "el pare treballava per Saddam Hussein" i desenvolupà un programa d'ordinador pel règim. En aquell moment no hi havia cap lloc disponible a l'escola anglesa de Bagdad, i el jove Vikernes va anar a una escola elemental iraquiana durant aquest temps. Segons l'entrevista, Vikernes aquí va descobrir la "consciència sobre els assumptes racials". El càstig corporal era molt comú a l'escola, i en més d'una ocasió, Vikernes va tenir alguna "baralla" amb un mestre i li va cridar "mico". Però Vikernes va percebre que els mestres "no van gosaven colpejar-lo perquè era blanc". La mre de Vikernes recorda com "van estar un any a Iraq" i que "els altres nens de la seva classe acabaven bufetejats pels metres, mentre que ell (Varg) no". Esmentà que això va crear problemes, però generalment "no tenia cap explicació clara" de com Varg va desenvolupar les seves visions polítiques.
Quan se li preguntà sobre el seu pare, Vikernes declarà que "va tenir una bandera amb una esvàstica a casa". Tanmateix, Vikernes sentia que el seu pare era un hipòcrita perquè es va preocupar quan va veure a Vikernes "sent un Nazi", mentre que ell també es veia "enutjós davant la gent de color que veia per la ciutat". Sobre la seva mare, Vikernes declarà que era també "molt conscient amb les races", i que era molt temerosa també que Vikernes "anés a venir a casa amb una noia negra!". Cap a l'any 1995, es diu al llibre Lords of Chaos en una entrevista, que Vikernes encara tenia una relació positiva amb la seva mare però amb "molt poc contacte" amb el seu pare. També declarà que els seus pares eren divorciats; el pare de Vikernes els va abandonar uns "aproximadament 10 anys", el qual hauria estat el 1985, quan Vikernes tenia 11 o 12 anys.
El llibre Encyclopedia of White Power i l'historiador Nicholas Goodrick-Clarke
Varg fou un aficionat a la música clàssica quan era un nen, de Tchaikovsky en particular, i Vikernes no començaria a escoltar heavy metal fins als 12 anys, citant Iron Maiden com la seva inspiració més gran. Més tard va descobrir altres bandes de metall el so de les quals seria influent en la seva banda pròpia, com Kreator, Sodom, Celtic Frost, Bathory, Destruction, Judas Priest, Megadeth, Slayer, Pestilence, Deicide i Von. Tot i que Venom és àmpliament considerat la influència primària en el black metal, Vikernes sempre ha negat ser influït per ells, així com ha definit la banda com "un acudit". Un cop va portar una samarreta de l’àlbum Black Metal de Venom per promoure el gènere, però va declarar més tard que se'n lamentava.
Des d'una edat primerenca, Vikernes quedà fascinat profundament amb el reialme de ficció de la Terra Mitjana creat per J. R. R. Tolkien. El seu nom en l'escena musical, Grishnackh, l'agafà d'un dels orcs que apareix a Les Dues Torres, mentre que el nom per la seva banda Burzum, que significa "foscor," va ser agafat del text en Llengua Negra inscrit a l'Anell d'El Senyor dels Anells. La inscripció de l'anell diu "Ash nazg durbatulûk, ash nazg gimbatul, ash nazg thrakatulûk agh burzum-ishi krimpatul" o el que en català seria, "Un Anell per manar-los a tots, un per trobar-los. Un Anell per reunir-los a tots i a les tenebres lligar-los, a la terra de Mórdor, on s'estenen les ombres." A més, s'uní a la banda de death metal Old Funeral de Bergen, en la qual fou anomenat Uruk-Hai, nom agafat d'una mena d'orc que apareix a l'obra escrita de Tolkien.

### Inicis de la carrera musical
Vikernes va començar tocar la guitarra a l'edat de 14 anys. I quan tenia 17 anys, Vikernes va entrar en contacte amb membres d'Old Funeral. Va tocar la guitarra amb ells durant 1990–1991 i participa en el seu EP Devorat Carcass abans de començar el seu projecte musical en solitari anomenat Burzum, i de seguida es va implicar en l'escena del black metal noruec de la primera onada. Durant 1992–1993, va enregistrar quatre àlbums com a Burzum.
Vikernes declarà que per l'enregistrament dels seus primers àlbums va utilitzar una vella guitarra Westone, la qual va comprar el 1987 d'un conegut seu. Va utilitzar la guitarra de baix més barata allà que va trobar en una botiga local, i va manllevar una caixa i timbals de bateria d'Old Funeral, la banda successora d'Immortal, i "un altre músic que vivia per allà". Per Hvis lyset tar oss, va manllevar la caixa de bateria de Hellhammer, la mateixa que s'usaria per Hellhammer a l'àlbum De Mysteriis Dom Sathanas de Mayhem. Va utilitzar un amplificador Peavey majoritàriament, però per l'enregistrament de Filosofem, va utilitzar l'amplificador del seu germà estèreo i alguns pedals de distorsió o fuzz. Per les veus, el tècnic de so li hauria pogut proporcionar un micròfon de l'estudi, però ell va preferir utilitzar per Filosofem de forma intencionada, el pitjor micròfon que trobà, un que duia uns auriculars adhosats. A la cançó "Dungeons of Darkness", va utilitzar un gran gong de Grieghallen, un espai de creació musical de Bergen, i que serví per produir el soroll de fons (Euronymous va participar clavant cops de puny a l'instrument de percussió).
El 1992, Vikernes es va unir a la banda de black metal Mayhem, un any després que el membre de la banda Dead se suïcidés el 8 d'abril de 1991. Vikernes va substituir el baixista Necrobutcher, que va deixar la banda després del suïcidi de Dead.
Vikernes es distancià anys després, però del seu passat en el black metal, afirmant que "havia quedat sota la influència d'un perdedor degenerat absolut, Øystein", i va culpar les seves accions passades i la seva degeneració per la influència negativa d'altres membres en l'escena. En una publicació de blog del 2020, Vikernes va escriure que des del principi tenia moltes diferències amb altres en l'escena del black metal; no els importaven les seves opinions polítiques ni la seva col·lecció de rifles, i ell va canviar les seves creences per adaptar-s'hi.

### Incendi de les esglésies

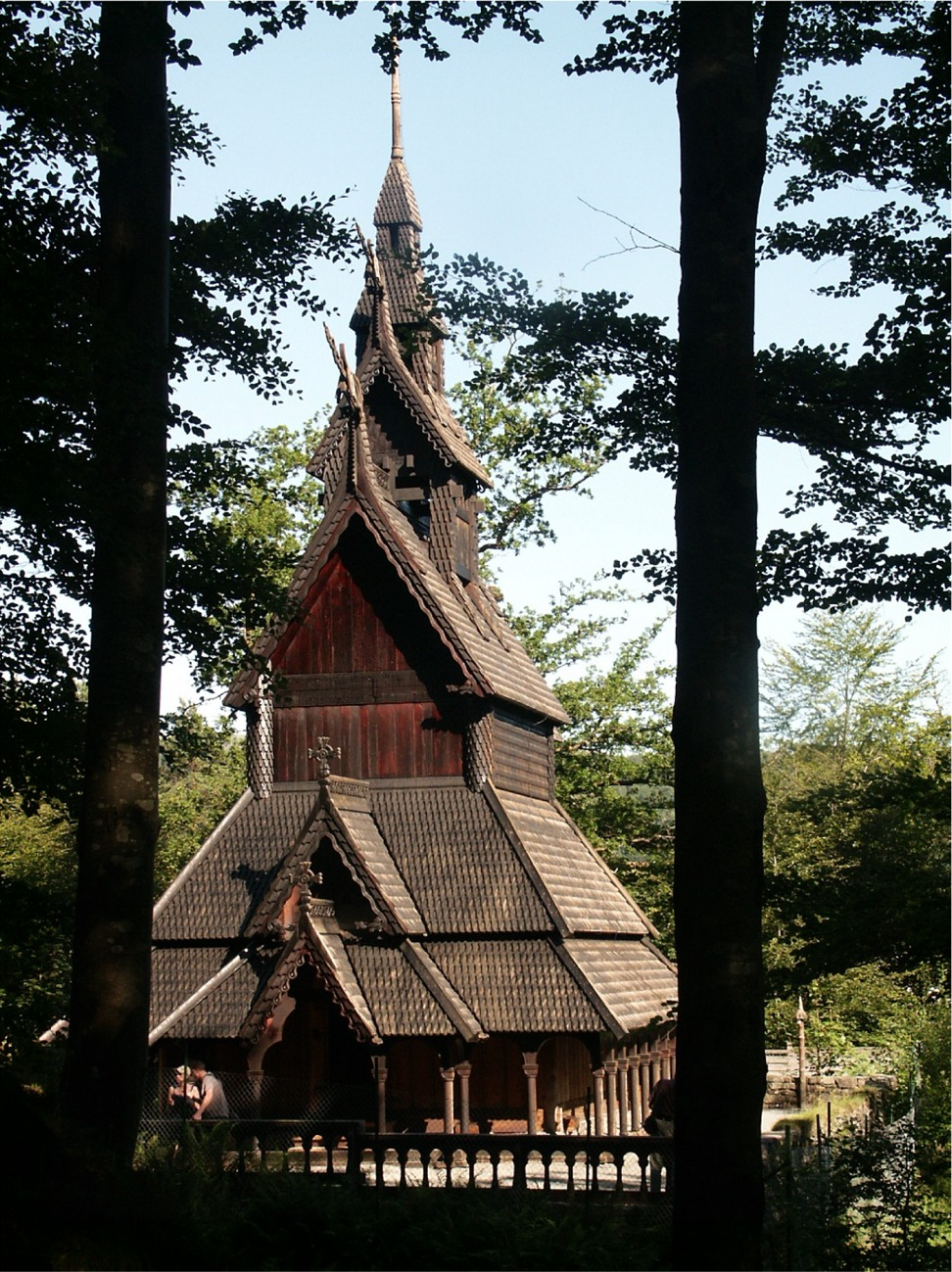
L'església de Stave Fantoft, restaurada el 1997.

El 6 de juny de 1992, l'església de Fantoft Stave, datada del segle XII i considerada de rellevància en arquitectura històrica, va ser completament cremada per un incendi. La porta de l'EP Burzum Aske ("cendres") és una fotografia de l'església destruïda. El gener de 1993, atacs incendiàris varen ocórrer en fins a set importants esglésies stave, incloent-hi un per la Nit de Nadal de 1992. Vikernes va ser considerat culpable de diversos d'aquests casos: l'incendi i l'intent d'incendi de les esglésies d'Åsane i Storetveit a Bergen, l'incendi de la de Skjold a Vindafjord, i l'incendi de la Holmenkollen Capella a Oslo. També va rebre càrrecs per l'incendi de l'església de Fantoft Stave, tot i que el jurat no el va acabar de trobar culpable. Els jutges van qualificar d'això un error, però no van incriminar-lo del tot en el cas.
En quells temps, els mitjans de comunicació varen informar que Vikernes va ser associat amb el satanisme teïsta. En entrevistes més tardanes Vikernes, tot i que no admetia haver participat en els incendis, deia que no eren per motius satànics, sinó com a "revenja" per la dessacralització cristiana de les tombes vikingues i temples. Segons Vikernes, els incendis foren per l'aniversari de la primera ràtzia coneguda de viquings, o també anomenada Lindisfarne. Vikernes reclamà que totes les cremes, excepte la de Stavanger foren executades per una sola persona.

#### Article de Bergens Tidende
El gener de 1993, un article a un dels diaris més grans de Noruega, el Bergens Tidende, va portar l'escena de black metal en el focus dels mitjans de comunicació. Dos amics de Vikernes el van entrevistar i varen portar l'entrevista al diari, esperant que la imprimirien. A l'entrevista anònima, "Count Grishnackh" (Vikernes) va declarar haver cremat les esglésies i haver matat un home a Lillehammer. La periodista de BT Finn Bjørn Tønder concertà una reunió amb Count Grishnackh amb l'ajuda dels amics. Els periodistes van ser convocats a un apartament i segons es digué advertits que serien disparats si la policia apareixia. Allà, Vikernes i els seus companys van dir els periodistes que havien cremat les esglésies, o que sabien qui ho havia fet, i també que els atacs continuarien. Van declarar haver-ho fet per obra del diable i digueren: "La nostra intenció és estendre la por i el sentiment diabòlic […] això és pel que estem parlant amb Bergens Tidende". Varen donar detalls als periodistes sobre els incendis que no havien estat publicats a la premsa, i BT va parlar amb la policia abans de publicar-lo, qui va confirmar aquests detalls.
L'article va ser publicat el 20 de gener com a pàgina principal de BT. El títular fou "Vam Iniciar els Focs" i incloïa una foto de Vikernes, amb la seva cara majoritàriament amagada rere dos grans ganivets. En el moment de la publicació, però Vikernes ja havia estat arrestat. La policia el va localitzar anant a una adreça impresa en un full volant de Burzum.
Segons Vikernes, l'entrevista anònima va ser planejada per ell i Euronymous. L'objectiu, digué, era per espantar la gent, promoure el black metal, i aconseguir més clients per la botiga Helvete. En aquells temps, Burzum estava en procés de publicació d'Aske el seu nou mini-àlbum. Alguns altres membres de l'escena foren també arrestats i interrogats, però tots varen ser alliberats per falta d'evidències. Jørn Inge Tunsberg de Hades va dir que l'entrevista va tenir "conseqüències greus" pel que fa a la resta de l'escena i que ells no sabien que s'anava a concedir, ni que volgués "anar a dir res". Varen afegir també que estaven "sanguinàriament enutjats", i que i ell, Tunsberg, estava realment "enfadat".
Rock Furore, una revista musical noruega va publicar una entrevista amb Vikernes el febrer de 1993. En ella Vikernes declarà sobre el sistema penitenciari: "És molt, massa maco el que hi ha aquí. No és un infern en absolut. En aquest país els presoners aconsegueixen un llit, lavabo i dutxa. És completament ridícul. Vaig preguntar la policia si em podien llençar dins una masmorra real, i també els va animar perquè utilitzessin la violència". Vikernes seria alliberat el mes de març per falta d'evidències.

### Assassinat de Øystein Aarseth
A inicis de 1993, l'animadversió va sorgir entre Euronymous i Vikernes. Després de l'episodi de Bergens Tidende, Euronymous decidí tancar Helvete a causa de l'enorme atenció policial i dels mitjans de comunicació que va patir el lloc.
La nit del 10 d'agost de 1993, Vikernes apunyalà Euronymous fins a la mort al seu apartament d'Oslo. L'assassinat fou inicialment inculpat a un seguidor del black metal suec segons els mitjans de comunicació. S'especulà que l'assassinat era el resultat d'una lluita de poder, una disputa financera sobre les publicacions de Burzum (Euronymous devia una gran suma de pagament en concepte de regalies a Vikernes), o un intent de "superar" l'apunyalament a Lillehammer comès per Faust el bateria d'Emperor. Vikernes declararia que va matar Euronymous en defensa pròpia. Digué que Euronymous hauria provat d'atacar-lo amb una arma d'electroxoc, que el lligaria, i el torturaria fins a la mort mentre gravaria l'acte com una snuff movie. Vikernes explicà que: "Si ell (Euronymous) ho hagués dit a tothom (que el mataria) no m'ho hauria pres seriosament. Però en canvi ell només ho va dir a un grup reduit d'amics, i un d'ells m'ho va explicar". Digué també que Euronymous planejava utilitzar una reunió sobre un contracte no signat per fer-li l'emboscada.
La nit de l'assassinat, Vikernes i Snorre "Blackthorn" Ruch varen conduir de Bergen fins a l'apartament d'Euronymous a Tøyengata (Oslo). Blackthorn presumptament es quedà al replà fumant mentre Vikernes va anar a l'apartament d'Euronymous al quart pis. Vikernes va veure Euronymous a la porta i va anar a entregar-li un contracte signat que tenien pendent, però quan va fer un pas endavant i s'encarà a Euronymous, Euronymous va entrar en pànic i li va clavar una coça al pit. Vikernes claims Euronymous ran into the kitchen to fetch a knife. Vikernes declarà que llavors Euronymous va córrer a la cuina per agafar un ganivet. El dos iniciaren una lluita i Vikernes apunyalà Euronymous fins a la mort. El seu cos va ser trobat en el replà del primer pis amb 23 ganivetades —dos al cap, cinc al coll, i 16 a la part posterior del cos. Vikernes declararia que l'apunyalada final fou al crani i que va ser tan potent que el ganivet va quedar enganxat i clavat al crani d'Euronymous, però cap evidència física o lesions del cos van donar suport la seva declaració. Vikernes afirmà que la majoria de ferides d'Euronymous van ser causades per vidres trencats sobre els quals va caure Euronymous durant la lluita entre els dos. Després de l'assassinat, Vikernes i Blackthorn van conduir de tornada a Bergen. En el camí, van parar a un llac on Vikernes va canviar-se la roba ensangonada. La justificació de l'"autodefensa" seria posada en dubte per Faust, el bateria d'Emperor, i Necrobutcher, el baixista de Mayhem en canvi creia que Vikernes va matar Euronymous a causa de les ja mencionades amenaces de mort.
Blackthorn va declarar que Vikernes havia planejat l'assassinat d'Euronymous i que el pressionà perquè l'acompanyés. Va dir que l'estiu de 1993, ell va ser a punt d'estar ingressat en un hospital psiquiàtric però va fugir a Bergen i es quedà amb Vikernes. Blackthorn digué que sobre l'assassinat, "jo no estava ni a favor ni en contra d'ell. No m'importava una merda Øystein". Vikernes, tanmateix, reclamà que no havia planejat l'assassinat i que Blackthorn el va acompanyar perquè volia mostrar a Euronymous alguns nous riffs de guitarra. Vikernes digué que Blackthorn havia fet servir "una defensa […] per assegurar-se que no el culparien a ell [per l'assassinat]".<

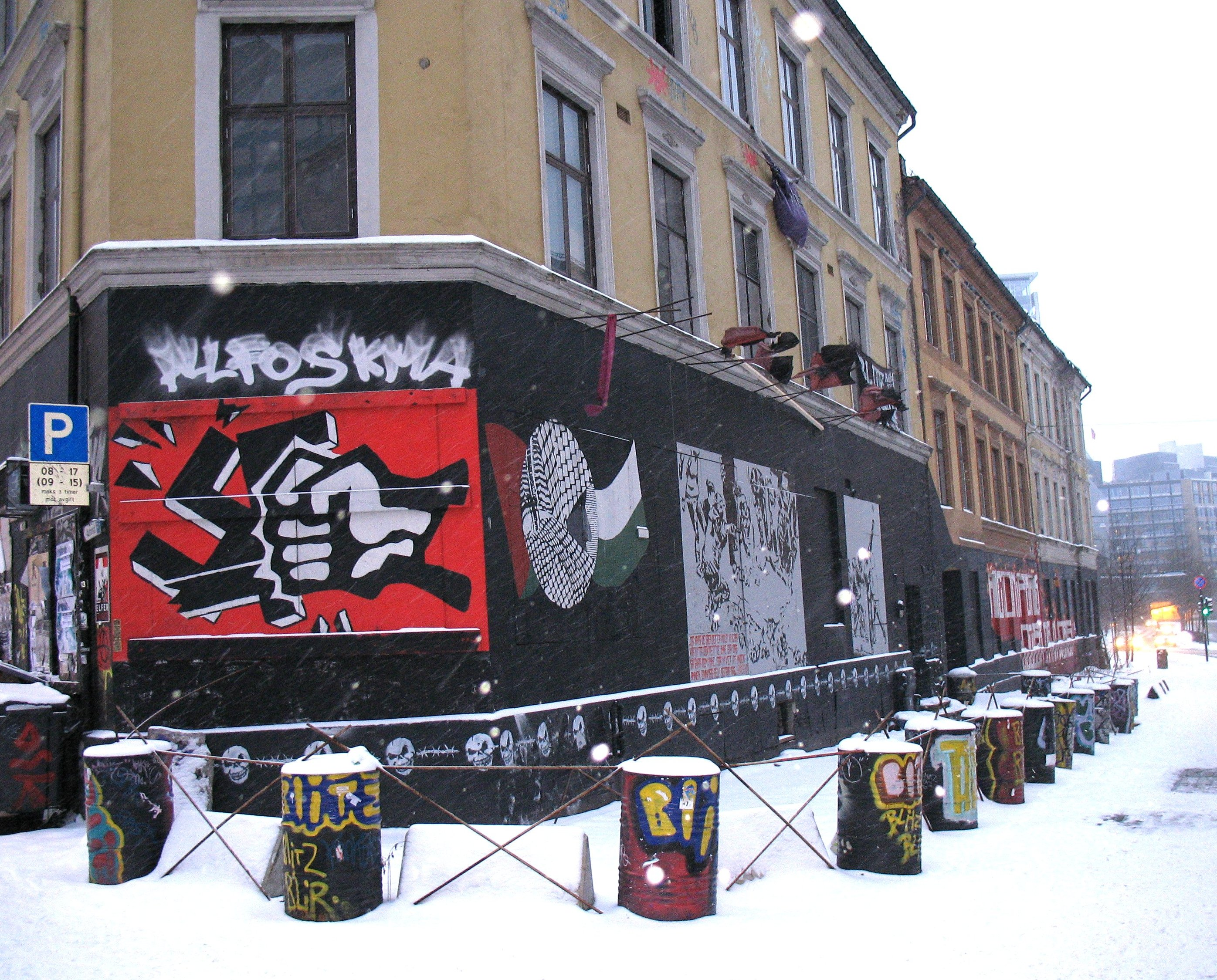
The Blitz House, el qual Vikernes presumptament planejà fer volar pels aires el 1993.

Vikernes va ser arrestat el 19 d'agost de 1993 a Bergen. La policia va trobar 150 kg d'explosius i 3.000 cartutxos de munició a casa seva. Segons l'Encyclopedia of White Power, Vikernes "pretenia fer bolar pels aires la Blitz Hpuse, un enclavament de l'extrema esquerra i anarquista a Oslo", un pla que "era segons es digué encara en un estat molt prematur d'execució". En un article al principi publicat el 1999, Kevin Coogan també va esmentar Vikernes al·legant que pretenia "destruir un centre punk antifeixista i squat anomenat Blitz House a Oslo", i va declarar que "Vikernes podria haver sentit que havia de matar abans a Euronymous, perquè aquest al ser 'Comunista" hauria pogut oposar-se als seus plans de bombardejar la Blitz House". Vikernes va negar aquestes acusacions en una entrevista del 2009, dient que havia acumulat aquells explosius i munició "per tal de defensar Noruega si som atacats en qualsevol moment".

#### Judici
El judici contra Vikernes començà el 2 de maig de 1994; i la defensa va ser representada per l'advocat Stein-Erik Mattsson. Molts altres membres de l'escena black metal, incloent-hi Blackthorn i Faust, varen ser posats a prova, i alguns d'ells confessà els delictes en què s'havien implicat. Segons Lords of Chaos, "Vikernes disgustà pel fet que mentre ell ràpidament va aguantar un codi de silenci, altres van confessar".
Durant el judici els mitjans de comunicació presentaren Vikernes com el "primer gran cas de la nació en cinquanta anys". Al judici va ser declar que tant ell com Blackthorn, i un altre amic havien planejat l'assassinat. El tribunal va al·legar que aquesta tercera persona es quedà a l'apartament a Bergen, simulant fer-hi vida i que Vikernes i Blackthorn no havien abandonat l'apartament. Així aquesta tercera persona llogà pel·lícules, jugà a l'apartament, i fins i tot retirà diners de Vikernes amb la seva targeta de crèdit.
El 16 de maig de 1994, Vikernes va ser sentenciat a 21 anys de presó (la pena màxima de Noruega) per l'assassinat d'Euronymous, l'incendi de tres esglésies, l'intentat d'incendi d'una quarta església, i pel robatori i emmagatzematge de 150 kg d'explosius. Encara que Vikernes només confessà el robatori i emmagatzematge dels explosius, dues esglésies van ser incendiades el dia que es llegí la sentència de Vikernes, "presumiblement com a declaració de suport simbòlica". Blackthorn, qui no hi havia participat en l'assassinat, ja que es quedà al baixant de l'escala fumant, va ser sentenciat a 8 anys de presó per ser un còmplice.
El maig de 1994 també es va publicar l'àlbum de Mayhem De Mysteriis Dom Sathanas, al qual Euronymous hi tocà la guitarra elèctrica i Vikernes el baix elèctric. Abans de la publicació, la família d'Euronymous demanà al bateria de Mayhem, Hellhammer, si podia treure les pistes de baix que varen ser enregistrades per Vikernes. Hellhammer va declarar "vaig pensar que seria apropiat que l'assassí i la víctima fossin a la mateixa gravació. Vaig donar la meva paraula que registraria de nou jo les parts del baix, però no ho vaig fer".

### Empresonament

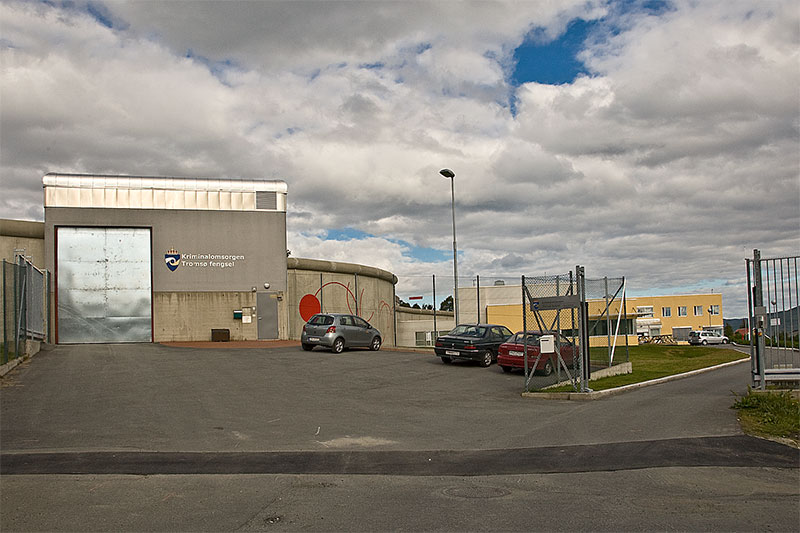
Presó de Tromsø, on Vikernes va passar l'última part de la seva condemna.

Vikernes va complir sentència a les presons de Bergen, Tønsberg, Ringerike, Trondheim, i Tromsø.
Segons l'escriptor suec Matthias Gardell en el seu llibre Gods of the Blood, Vikernes va anunciar la creació del Norwegian Heathen Front (Norsk Hedensk Front) durant els seus primers anys a la presó. Gardell ho definí com un grup neonazi paganista crescut en la internacional Pan-Germanic Heathen Front (Allgermanische Heidnische Front o AHF). Segons Xavier Cattarinich, Vikernes era el "dirigent autoproclamat" del Norwegian Heathen Front i Goodrick-Clarke esmentà que Vikernes va subratllar "la seva funció com a cap del Norwegian Heathen Front amb l'escriptura del llibre Vargsmål. El Norwegian Heathen Front, però negà que Vikernes ostentés cap càrrec. Segons els autors de Lords of Chaos, això pot haver estat per protegir-lo, ja que els presoners noruecs tenen prohibit liderar grups polítics. Amb tot, l'adreça postal relacionada amb l'organització era la mateixa que utilitzaria Vikernes a la presó, dins la qual se li feu "molt dur per ell [Vikernes] fer una feina eficaç" al capdavant de l'organització, ja que tota la correspondència era supervisada pel personal de presó. Vikernes digué després que "mai havia format part o estat un membre de tals organitzacions. L'única organització de la qual es declarà membre fou Riksmålsforbundet" (La Societat per la Preservació del Noruec Estàndard Tradicional).
El 8 d'abril de 1997, la policia noruega va detenir cinc neonazis a Hemnes. Segons la policia, els joves formaven part d'un autodenominat "Einsatzgruppe" i estaven tramant atacs contra personatges polítics i religiosos a Noruega. També tenien previst treure Vikernes de la presó. El grup "tenia totes les trampes d'una unitat paramilitar", incloses armes, explosius, armilles antibales, cascos d'acer i passamuntanyes. Un dels seus membres, Tom Eiternes, s’havia fet amic de Vikernes a la presó abans d’escapar mentre estava de permís. La mare de Vikernes, Lene Bore, va ser arrestada per subministrar 100.000 corones al grup. Va confessar, però va afirmar que no sabia que eren "extremistes de dretes" i va dir que el seu fill estava sent atacat per companys de presó. A finals de 1996, la seva mandíbula hauria estat trencada en una baralla amb un altre intern. Tot i això, el director de la presó va dir que les seves afirmacions eren infundades i la policia sospitava que els diners provenien del mateix Vikernes. A Lords of Chaos diu que Vikernes va adoptar un aspecte de "skinhead" i que portava una sivella de cinturó amb una insígnia de les SS durant aquells temps. Malgrat la seva confessió, Bore, la mare de Vikernes, no va ser condemnada, i el 1998 es va retirar el cas contra l'"Einsatzgruppe".
Durant la seva estada a la presó, Vikernes va gravar dos àlbums formats completament per música ambient i neofolk. El primer, Dauði Baldrs, es va gravar el 1994-1995 i es va publicar l'octubre de 1997. El segon, Hliðskjálf, es va gravar el 1998 i es va publicar l'abril de 1999. A Vikernes se li va negar l'accés a una guitarra elèctrica, a un baix o a una bateria i, en canvi, va utilitzar un sintetitzador. L'any 2000, Vikernes va decidir suspendre Burzum. Creia que la seva filosofia era constantment mal interpretada per una base de fans ignorants que estava massa relacionada amb el black metal i el Satanisme. Més tard, a través del seu lloc web, va indicar que esperava continuar Burzum després de la seva sortida de la presó, afirmant: "Publicaré uns quants llibres, possiblement utilitzant un pseudònim per mantenir l'anonimat, i potser un àlbum de Burzum o dos, però això és tot".

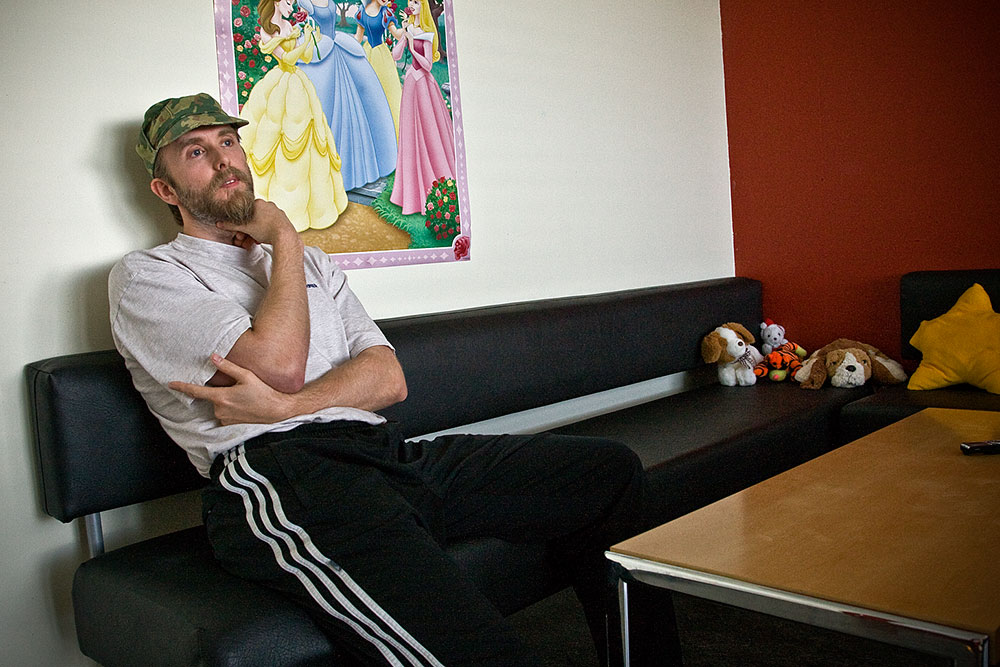
Vikernes retratat a la presó l'agost de 2008

L'agost de 2003, Vikernes va ser traslladat d'una presó de màxima seguretat a Bergen a la presó de baixa seguretat de Tønsberg. El 15 d'octubre, el diari local, Tønsbergs Blad, va publicar un article que criticava Vikernes. I el 26 d'octubre, Vikernes va fugir després de concedir-li una baixa curta. I va parar un cotxe a Numedal. a l'interior del cotxe hi havia una família de tres persones que va dir que havia estat segrestada al cotxe a punta de pistola. Unes 19 hores després, la policia va aturar el cotxe a Romerike i el va detenir. El cotxe contenia ganivets, una màscara de gas, roba de camuflatge, un navegador GPS portàtil, mapes, una brúixola, un ordinador portàtil i un telèfon mòbil. La policia també va trobar una pistola i un rifle automàtic AG3 a una cabina de Rollag, on Vikernes s'havia amagat durant la seva fugida. Van concloure que la seva fugida "estava ben planificada i implicava l'assistència de diverses persones a l'exterior". Abans de la fugida, Vikernes va donar una carta a la seva mare. En ella, va escriure que havia rebut amenaces de mort i un altre intern havia intentat escanyar-lo poc després de la publicació de l'article del diari. Per les seves accions, es van afegir tretze mesos a la condemna de Vikernes i va ser traslladat a una presó de Ringerike. El juliol de 2004 va ser traslladat a una presó de màxima seguretat a Trondheim. Els darrers tres anys de la seva condemna els va passar a la presó de Tromsø.
Quan Vikernes va ser condemnat, es podia deixar en llibertat un pres amb condemna condicional després de complir 12 anys d’una condemna de 21 anys, però el 2002, abans que fos elegible Vikernes, el Parlament noruec ho va ampliar fins a 14 anys. El juny del 2006, després de complir dotze anys, el Departament de Justícia Penal va denegar la llibertat condicional a Vikernes per aquesta raó. El seu advocat, John Christian Elden, es queixà que el canvi de política era una forma de legislació retroactiva. L'article 97 de la constitució noruega prohibia que qualsevol llei tingués força retroactiva. A Vikernes se li va tornar a negar la llibertat condicional el juny del 2008, tot i que se li va permetre sortir de la presó de Tromsø per breus períodes per visitar la seva família. La seva condemna completa duraria set anys més. El març del 2009, però, es va anunciar la seva llibertat condicional. Llavors havia complert gairebé 15 anys de la seva condemna de 21 anys. El 22 de maig de 2009, va confirmar que havia sortit de la presó en llibertat provisional.

### Vida després de la presó
Vikernes va continuar amb Burzum després del seu alliberament de la presó. I va publicar tres àlbums més de black metal: Belus (2010), Fallen (2011) i Umskiptar (2012) i una recopilació de cançons gravades (From the Depths of Darkness). El 27 d'abril de 2013, Vikernes publicaria una cançó al seu canal oficial de YouTube, titulada "Back to the Shadows", que Vikernes va declarar que era l'última pista de metall publicada per Burzum. El maig de 2013 publicaria un altre àlbum ambiental, Sôl austan, Mâni vestan.
En els anys posteriors a la seva sortida de la presó, Vikernes es va convertir en un videoblogger actiu al seu canal de YouTube, ThuleanPerspective (o Thulêan Perspective). El 2013, Vikernes i la seva dona van estrenar una pel·lícula anomenada ForeBears, basada en l'adoració de l’ós durant l’època dels neandertals i inspirada en el Llibre egipci dels morts.
Vikernes va ser un dels destinataris del manifest del terrorista d'extrema dreta Anders Behring Breivik, que Breivik va enviar abans de llançar els atacs de Noruega del 2011 i matar 77 persones. Tot i que Vikernes va condemnar les accions de Breivik, això va cridar l'atenció de les autoritats franceses
El 16 de juliol de 2013, Vikernes i la seva dona, de nacionalitat francesa, van ser arrestats a casa seva a Corrèze, França, per sospita de planificar actes terroristes després que la seva dona comprés quatre rifles. Els funcionaris van declarar més tard que la dona de Vikernes tenia un permís legal per comprar armes de foc. Els dos van ser alliberats posteriorment sense càrrecs després que la policia no identifiqués cap pla o objectiu terrorista. Vikernes va ser acusat per les autoritats franceses d'incitar a l'odi racial contra jueus i musulmans. Això es va deure a les publicacions al seu bloc, "Thulean Perspective", que incloïen publicacions antisemites que van ser retirades després dels càrrecs. Vikernes va afirmar que no havia escrit les publicacions, tot i que el blog li va atribuir totes les publicacions. El 8 de juliol de 2014, Vikernes va ser condemnat per incitar a l’odi racial i condemnat a sis mesos de llibertat condicional i a una multa de 8.000 euros.
El juny del 2018, Vikernes va fer comentaris al seu canal de YouTube dient que havia "passat" de Burzum, i dient "adéu" al projecte.
YouTube va eliminar el canal de Vikernes de la plataforma el juny de 2019, moment en què tenia 250.000 subscriptors. Això va coincidir amb un anunci de YouTube que seria més implacable en eliminar "vídeos que al·legaven que un grup és superior per justificar la discriminació, la segregació o l'exclusió".
A finals del 2019, Vikernes va anunciar al seu Twitter que tenia intenció de llançar un altre disc com Burzum. Amb el títol de Thulêan Mysteries, l'àlbum es va publicar el març de 2020. Vikernes indicà que aquest seria el seu darrer àlbum amb el nom Burzum.

## Escrits

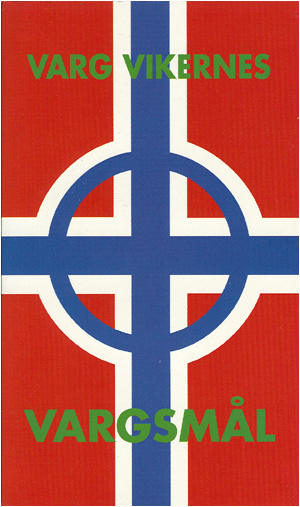
Vargsmål, escrit per Vikernes el 1994

A finals de 1994, mentre estava a la presó, Vikernes va escriure un llibre en noruec anomenat Vargsmål ("Discurs de Varg"). Vikernes ha dit que va escriure Vargsmål per defensar-se dels mitjans de comunicació. Segons Lords of Chaos, Vargsmål va estar disponible a Internet durant algun temps el 1996, però no en forma impresa. El 1997, un editor noruec va publicar una edició de butxaca del llibre; la seva publicació va ser finançada per la mare de Vikernes, Helene Bore. I des de 1999, l'organització nazi Heathen Front venia Vargsmål a través del seu lloc web.
El 1998 va escriure un llibre anomenat Germansk Mytologi og Verdensanskuelse ("Mitologia teutònica i visió del món").
El 2011, Abstract Sounds Books va publicar el llibre anglès de Vikernes titulat Sorcery and Religion in Ancient Scandinavia, sobre les pràctiques religioses dels pobles escandinaus, particularment durant l'edat de pedra i l'edat del bronze. Segons una ressenya del bloc musical Heathen Harvest, el llibre rebutjava les teories acadèmiques acceptades, centrant-se en l'especulació de Vikernes i el relat personalitzat.
A finals del 2003, Vikernes havia començat a escriure articles per a Burzum.org, que es va convertir en el lloc web oficial de Burzum. També va escriure per al seu bloc personal, Thulean Perspective, que es va crear el gener del 2013. I el lloc web Ancestral Cult va ser creat per ell i la seva dona.
Vikernes autoedità un joc de rol de sobretaula anomenat MYFAROG (Mythic Fantasy Role-playing Game). I el 2019, va anunciar que el proper àlbum ambiental de Burzum, 'Thulean Mysteries', també estava pensat com a música de fons per al joc.

## Visions
A Metall: A Headbanger's Journey, el director Sam Dunn va descriure Vikernes com "el músic de metall més notori de tots els temps" a causa dels seus crims, així com de les seves opinions polítiques i religioses. Mentre estava a la presó, Vikernes va promoure punts de vista que combinaven l'odinisme i el nazisme esotèric. L'erudit en estudis religiosos Egil Asprem va caracteritzar Vikernes com "un ídol per a skinheads amb inclinació cap al paganisme i per a pagans contemporanis amb inclinació cap al nacionalsocialisme". En una declaració del 2005 al seu lloc web, Vikernes va escriure que, tot i que "ocasionalment havia utilitzat el terme 'nazisme' per descriure [el seu] fonament ideològic", ja no es descrivia a si mateix com a tal. Havia utilitzat el terme després de la seva condemna de 1994 fins a finals dels anys noranta. Entre altres coses, no volia associar-se a sentiments antieslaus.
Des de finals dels anys noranta ha descrit les seves opinions com a "Odalisme", que diu que engloba "Paganisme, nacionalisme tradicional, racisme i ecologisme". Vikernes també defensa el conservadorisme social, la vida senzilla i l'autosuficiència (inclòs el survivalisme). Vikernes ha descrit la seva pròpia ideologia com a ferotgement antimoderna. Segons Eric Brown per a l'International Business Times, Vikernes s'oposa a tot allò que es consideri "una amenaça per a una societat pagana europea preindustrial, inclosos, entre d'altres, el cristianisme, l'islam, el judaisme, el capitalisme i el materialisme", i també "es manifesta contra el que percep com una conspiració jueva internacional per destruir la identitat tradicional europea".
Vikernes va escriure una publicació al bloc que simpatitzava algunes de les opinions d'Anders Behring Breivik, però va dir que sospitava que Breivik va dur a terme el seu atac terrorista com a part d'una conspiració jueva. Va condemnar Breivik per matar noruecs innocents i el va qualificar de "cristià perdedor", dient que l'única manera de "salvar Europa" és "deixar de banda totes les bajanades cristianes i d'altres idees internacionals i abraçar només els valors i ideals europeus (és a dir Pagans)".

## Vida personal
Vikernes tingué un fill que va néixer el 2007 de la seva actual dona, Marie Cachet. Es van casar el mateix any. En una entrevista del 2008, va dir que ell i la seva dona esperaven un segon fill (el tercer de Vikernes). Després del seu alliberament, ell i la seva família es van instal·lar en una petita granja a Bø (Telemark). I més tard es van traslladar a Salon-la-Tour, departament de Corrèze, a França. L'any 2017, va dir que tenia sis fills i que tenia previst tenir-ne més. El març de 2021, va anunciar a Twitter que la seva dona havia donat a llum el seu setè fill, una filla.
Vikernes és abstemi i mai ha consumit alcohol ni altres drogues recreatives. També evita l’ús innecessari de medicaments farmacèutics.
Després de la seva sortida de la presó, va canviar el seu nom legal per Louis Cachet per evitar dificultats en l'àmbit públic, però encara segueix utilitzant Varg Vikernes en la vida quotidiana.

## Lords of Chaos
El llibre Lords of Chaos (Feral House) de 1998 recull l'escena noruega del black metal. Michael Moynihan, un dels autors del llibre, tenia simpatia amb Vikernes i la seva política extremista. Moynihan discutí si Vikernes era un supremacista blanc o un nazi. A l’ adaptació de la pel·lícula del 2018, que Varg va criticar molt, ell va ser interpretat per Emory Cohen.

## Obres

### Discografia

#### Com a Burzum
- 1992 - Burzum (gravat el gener de 1992)
- 1993 - Aske (enregistrat l'agost de 1992)
- 1993 - Det som engang var (gravat l'abril de 1992)
- 1994 - Hvis lyset tar oss (enregistrat el setembre de 1992)
- 1996 - Filosofem (gravat el març de 1993)
- 1997 - Dauði Baldrs (enregistrat a la presó els anys 1994-1995)
- 1999 - Hliðskjálf (enregistrat a la presó el 1998)
- 2010 - Belus (enregistrat el 2009)
- 2011 - Fallen (gravat el novembre de 2010)
- 2011 - From the Depths of Darkness (enregistrat el març de 2010)
- 2012 - Umskiptar (gravat el setembre de 2011)
- 2013 - Sôl austan, Mâni vestan (enregistrat al llarg del 2012)
- 2014 - The Ways of Yore (enregistrat al llarg del 2013)
- 2020 - Thulêan Mysteries (enregistrat els anys 2015-2020)

#### Altres aparicions
- 1994 - Darkthrone - Transilvanian Hunger (va escriure lletres de quatre cançons)
- 1995 - Darkthrone - Panzerfaust (va escriure lletres per a una cançó)
- 1994 - Mayhem - De Mysteriis Dom Sathanas (toca el baix elèctric)
- 1993 - Mayhem - Life Eternal (EP, toca el baix elèctric)
- 1991 - Funeral antic - Devoured Carcass (EP, toca la guitarra elèctrica)
- 1999 - Funeral antic - Uneix-te a la Processó Funerària (àlbum recopilatori, toca la guitarra elèctrica)
- 1999 - Funeral antic - The Older Ones (àlbum recopilatori, toca la guitarra elèctrica)
- 2002 - Funeral antic - Grim Reaping Norway (àlbum en directe, toca la guitarra elèctrica)

### Filmografia
- 1998 - Satan rir media (ell mateix)
- 2007 - Metal: A Headbanger's Journey (imatges d'arxiu)
- 2008 - Pure Fucking Mayhem (imatges d'arxiu)
- 2009 - Until the Light Take Us (ell mateix)
- 2013 - ForeBears (ell mateix)